# U.D.O.
Pour les articles homonymes, voir Udo.
U.D.O. est un groupe allemand de heavy metal, originaire de Solingen[réf. souhaitée]. Il est originellement fondé par le chanteur Udo Dirkschneider en 1987 à la suite de sa séparation avec le groupe Accept. Le groupe publie son premier album, Animal House en 1987. 

## Historique

### Première période (1987–1992)
U.D.O. est fondé en 1987 par Udo Dirkschneider, à la suite de son départ du groupe Accept, et se compose initialement du chanteur aux côtés des guitaristes Peter Szigeti et Mathias Dieth, du bassiste Frank Rittel et du batteur Tomas Franke. Le chanteur explique les raisons de son départ : « Le problème remonte à la période Metal Heart, pour être précis. Chacun a pu noter une orientation plus mélodique chez Accept. Le groupe voulait à tout prix composer des titres plus FM. Cela posait un grave problème en soi : j'ai ma voix et je ne peux en changer. Je ne pouvais pas me limiter à du matériel trop léger. Il me fallait du vrai heavy, quelque chose d'agressif qui corresponde à mon timbre. C'est un problème vocal : je ne peux chanter que sur du hard avec juste un peu de mélodie, pas trop, comme c'était en train de le devenir. » Dirkschneider entendait poursuivre dans la continuité de l'esprit original d'Accept, là où le reste de ce groupe préférait emprunter des voies plus commerciales. Pour l'aider à lancer sa carrière solo, le reste d'Accept et la parolière Deaffy lui proposent un album entièrement écrit, Animal House, composé de chansons d'Accept, qui avaient été originellement enregistrées en démo, mais jugées trop agressives pour un successeur de Russian Roulette. « C'était notre cadeau pour Udo, explique Hoffmann, pour lui donner un bon départ dans sa carrière solo. »
Le premier album Animal House est publié en 1987. Le deuxième album du groupe, Mean Machine, est publié en 1988. Après l'enregistrement de l'album, tous les membres, hormis Dirkschneider, quittent le groupe et sont remplacés par le guitariste Andy Susemihl, le bassiste Thomas Smuszynski et le batteur Stefan Schwarzmann. Ces deux albums du groupe constituent plus ou moins une continuation directe de la direction musicale de l’album Russian Roulette d’Accept[réf. nécessaire]. Par la suite, le groupe s'engage dans une orientation plus accessible et plus orientée vers le hard FM, avec l'album Faceless World. En date, il s'agit de l'album du groupe le mieux accueilli par la presse et dans les ventes. Pour l'enregistrement de l'album, Susemihl est remplacé par le guitariste Wolla Böhm.
À la suite d'un certain nombre de soucis personnels, dont l'abandon de leur manager, et la crise cardiaque de Dirkschneider causée par le tabagisme, le groupe revient en 1991, remonté à bloc, et délivre un des albums les plus agressifs de la carrière d'U.D.O., Timebomb, produit par le batteur Stefan Kaufmann, largement inspiré de l'album Painkiller de Judas Priest. En 1992, lors de la reformation d'Accept, Dirkschneider cesse les activités de son groupe.

### Seconde période (1996–2006)
En 1996, Accept se sépare de nouveau, et Dirkschneider reforme donc le groupe U.D.O avec de nouveaux membres comme notamment Stefan Kaufmann l'ancien batteur d'Accept, devenu guitariste au sein de cette formation. Seul Schwarzmann, batteur de l'ancienne formation revient aux fûts. Le guitariste Matthias Dieth revenant brièvement lors de l'enregistrement d'une reprise de Judas Priest, Metal Gods, pour le tribute album Legends of Metal. Il enregistre un nouvel album en 1997, Solid, qui se veut ouvertement le continuateur sans concession d'Accept, là où ces derniers se seraient compromis (selon Dirkschneider) en explorant d'autres possibilités stylistiques dans les albums Death Row et Predator[réf. nécessaire].
Depuis, U.D.O. et ses membres continuent leur carrière avec des albums dans l'esprit proche de Timebomb et de Mean Machine toujours en se référant aux heures glorieuses d'Accept, U.D.O. considérant son groupe comme la continuation de l'esprit d'Accept. En concert, plus de la moitié de leur répertoire interprété est constitué de classiques d'Accept (Balls to the Wall, Metal Heart, Princess of the Dawn, et Fast as a Shark notamment). Au cours des années suivantes, U.D.O. publie des albums qui se ressemblent que ce soit No Limits (1998), Holy (1999), Man and Machine, Thunderball (2004) ou Mission No. X (2005). En 2005, Dirkschneider décline les propositions à s'impliquer plus longuement dans une nouvelle réunion d'Accept, car il refuse de mettre un terme aux activités de son groupe. C'est pourquoi Accept ne se réunit que pour une série de shows, avant qu'Udo retourne s'occuper de son propre groupe.

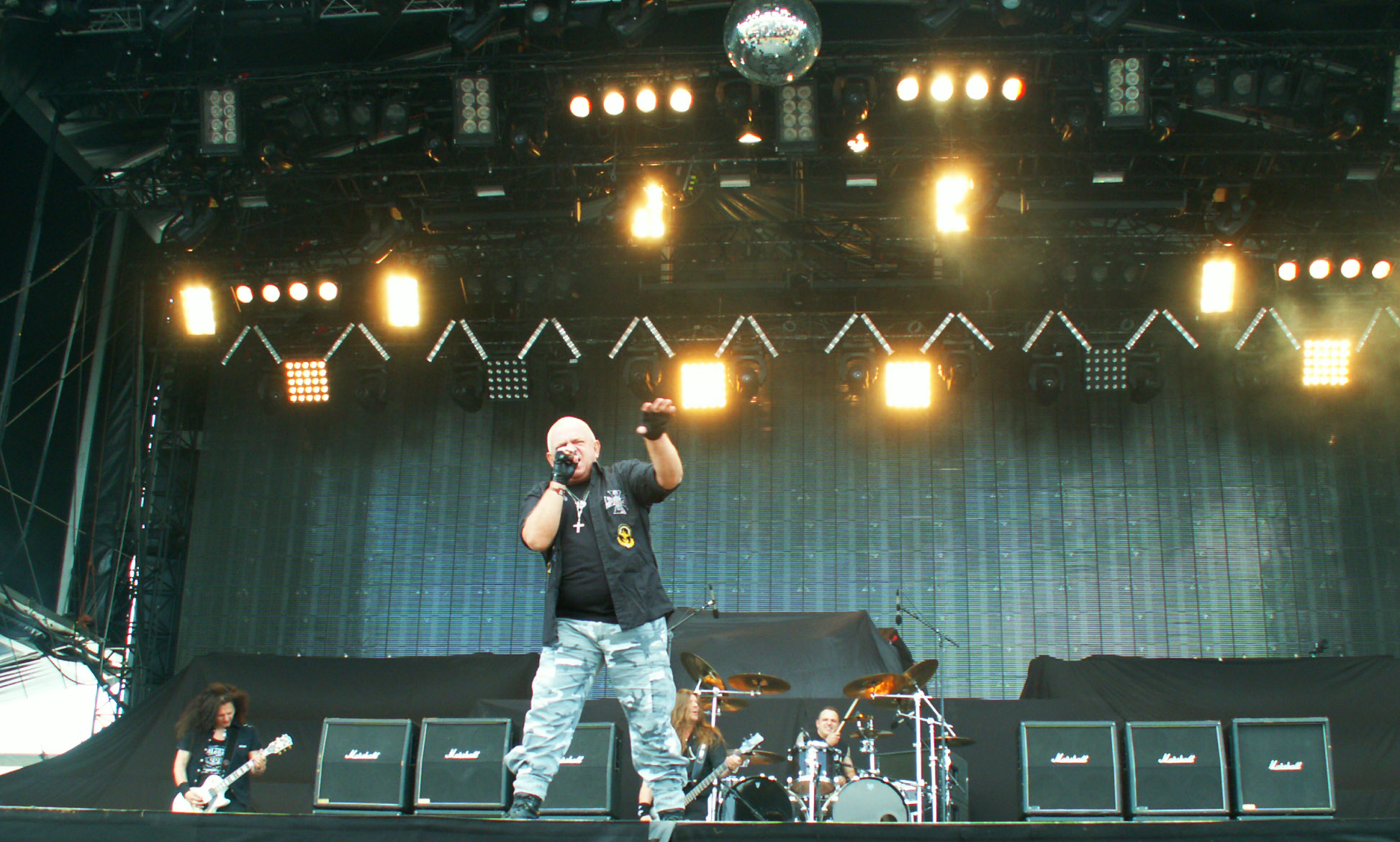
UDO au Hellfest 2010.

### DeMastercutoràDecadent(2007–2015)

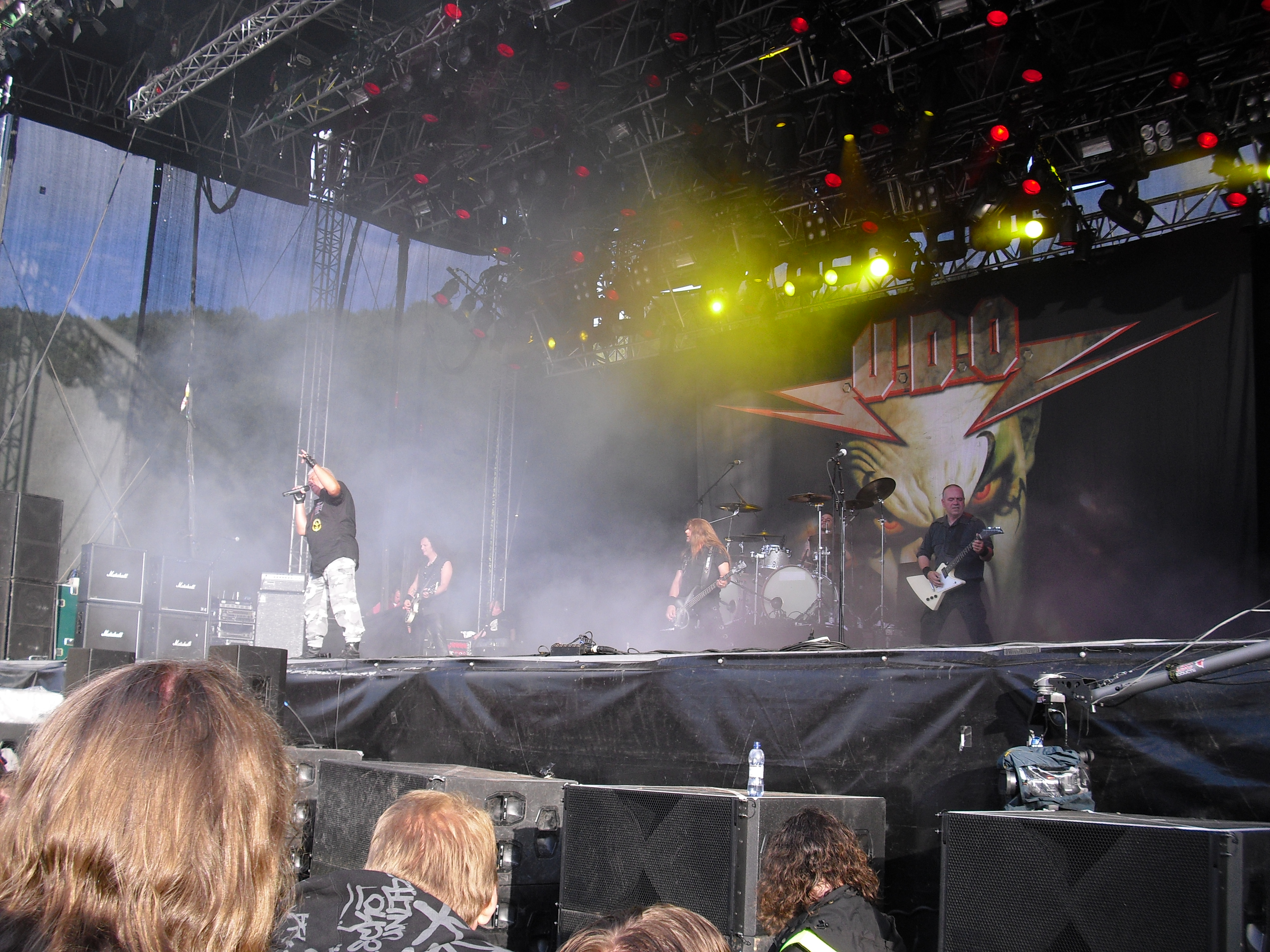
U.D.O. sur scène, au Norway Rock Festival de 2009.

En avril 2007, le groupe publie un EP intitulé The Wrong Side of Midnight. La même année, le 15 mai, il publie l'album suivant, Mastercutor, et continue dans la lignée de ses précédents albums, bien qu'ils aient tenté certaines innovations dans leur arrangements et la production. L'album atteint la 39e place des classements musicaux allemands et est l'un des meilleurs succès financier depuis des années. Il est unanimement salué par la presse spécialisée et les fans de metal,,. La participation d'U.D.O. à une des chansons de l'album The Arockalypse de Lordi, permet de gagner une exposition auprès d'un plus large public. Le DVD live Mastercutor Alive est publié l'année suivante, le 26 septembre 2008. L'album Dominator est publié le 6 octobre 2009, avec une vidéo promotionnelle pour la chanson Black and White. Leur single Infected précède la sortie de l'album le 26 juin 2009. En 2009 toujours, Dirkschneider refuse une nouvelle fois la réunion d'Accept, étant à l'heure actuelle plus actif avec U.D.O. qu'il ne l'a été avec Accept. Ceux-ci se réunissent alors avec un nouveau chanteur, Mark Tornillo.
Le treizième album du groupe, Rev-Raptor, est publié le 16 mai 2011. Le groupe semblait assez stable depuis quelques années. Cependant, fin 2012, le groupe annonce successivement les départs des deux guitaristes Stefan Kaufmann et Igor Gianola. Kaufmann part officiellement pour des raisons de santé tandis que Gianola part officiellement pour des raisons d'incompatibilité d'emploi du temps par rapport à la prochaine tournée prévue. Deux nouveaux guitaristes, Andrei Smirnov et Kasperi Heikkinen, rejoignent alors la formation. Celle-ci, doté d'une nouvelle jeunesse grâce à ses deux nouveaux guitaristes, sort son quatorzième album le 21 mai 2013, intitulé Steelhammer ; l'album atteint la 28e place du classement américain Billboard Top Heatseekers. Au milieu de l'année 2014, U.D.O annonce la sortie de leur prochain album, Decadent, prévu pour le 23 janvier 2015, et qui sera suivi d'une tournée de promotion. Mais, fin décembre 2014, le batteur Francesco Jovino quitte le groupe pour raisons personnelles, ce qui retarde le début de la tournée. Le quinzième album du groupe, Decadent, est tout de même publié le 23 janvier 2015 en Europe, et le 3 février 2015 en Amérique du Nord. Francesco Jovino est remplacé le 6 février par un nouveau batteur : Sven Dirkschneider, le fils de Dirkschneider.

### Dirkschneider(2016–2017)
Concevant son approche dans la stricte continuité de la musique de son ancien groupe Accept des années 1980, le groupe U.D.O avait pour habitude, depuis ses débuts en 1987, d'inclure de nombreuses chansons issues du répertoire d'Accept au cours de ses prestations scéniques. Mais depuis la reformation de ce dernier, Udo Dirkschneider dit être fatigué des comparaisons continuelles faites entre les performances de son groupe et celle de ses ex-comparses. En conséquence, en 2015, il annonce vouloir renoncer à inclure définitivement tous les titres d'Accept qui faisaient jusqu'alors partie de ses prestations scéniques régulières afin de se concentrer exclusivement sur le répertoire de son groupe riche de nombreux albums depuis les années 1980[réf. nécessaire]. Afin que cette transition ne soit pas trop brutale pour les fans, il entame une sorte tournée d'adieu à la musique d'Accept en 2016, dont l'objet sera de jouer une toute dernière fois les grands classiques d'Accept en concert, puis il refermerait à jamais, selon ses dires, le chapitre Accept[réf. nécessaire]. 
Le groupe prend à l'occasion de cette tournée le nom de Dirkschneider pour le différencier des activités du groupe U.D.O. Mais il s'agit bel et bien du même groupe comprenant tous les membres actuels du groupe d'U.D.O., notamment le fils du chanteur, Sven Dirkschneider[réf. nécessaire]. Le répertoire joué pour cette tournée est exclusivement centré sur la musique d'Accept des années 1980. Ainsi le groupe entame tout au long de l'année 2016 le tour de l'Europe, à l'exception de la France qui a été entièrement exclue de la tournée. Cette série de concerts s'étend ensuite outre-atlantique. mais la tournée connaissant un succès beaucoup plus grand que prévu se voit étendue sur l'année 2017 avec plusieurs dates supplémentaires[réf. nécessaire].
Début 2017 le guitariste Kasperi Heikkinen quitte le groupe. Fin mars l'arrivée de Bill Hudson (Jon Oliva's Pain, Circle II Circle) dans les rangs des groupes U.D.O. et Dirkschneider est rendue publique par le groupe. Hudson quitte le groupe dix mois plus tard en 2018  et est remplacé temporairement par l'ancien guitariste d'U.D.O. et ancien batteur d'Accept, Stefan Kaufmann pour la tournée estivale de 2018 .

### Retour (depuis 2018)
Après une tournée de deux ans à jouer les classiques d'Accept sous le nom de Dirkschneider, le groupe termine ses derniers concerts prévus sous ce nom, et dit définitivement adieu au répertoire d'Accept à la fin de l'été 2018. Il va se consacrer désormais au répertoire exclusif paru sous le nom d'U.D.O. Un seizième album Steelfactory sort fin août sur le label AFM Records. Il est le premier album dans lequel le fils de Udo Dirkschneider, Sven, participe en tant que nouveau batteur. Un clip est réalisé pour l'occasion pour le titre One Heart One Soul.

## Membres

### Membres actuels
- Udo Dirkschneider – chant (1987–1991, depuis 1996)
- Andrey Smirnov – guitare (depuis 2013)
- Sven Dirkschneider – batterie (depuis 2015)
- Dee Dammers – guitare (depuis 2018)
- Peter Baltes - basse (2022) (remplacement tournée)

### Anciens membres
- Tilen Hudrap – basse, chœurs (2018-2022)
- Peter Szigeti – guitare (1987)
- Frank Rittel – basse (1987)
- Dieter Rubach – basse (1987–1989)
- Thomas Franke – batterie (1987–1989)
- Andy Susemihl – guitare (1987–1990, 1991)
- Mathias Dieth – guitare (1987–1991, 1997)
- Thomas Smuszynski – basse (1988–1991)
- Stefan Schwarzmann – batterie (1988–1991, 1996–1999)
- Wolla Böhm – guitare (1990)
- Frank Fricke – guitare (1991–1992)
- Michael Voss - basse (1996)
- Stefan Kaufmann – guitare (1997–2012)
- Jorg Fisher – guitare (1997) (non crédité sur A Tribute to Judas Priest: Legends of Metal)
- Jürgen Graf – guitare (1997–1999)
- Igor Gianola – guitare, chœurs (1999–2013)
- Lorenzo Milani – batterie (2000–2004)
- Francesco Jovino – batterie (2004–2014)
- Kasperi Heikkinen – guitare (2013-2017)
- Bill Hudson - guitare (2017-2018)
- Fitty Wienhold – basse, chœurs (1996-2018)

### Membres sur scène
- Marcus Bielenberg – basse (2004)
- Ulli Köllner – clavier (live 1990, 2013–2015)

## Discographie

### Albums studio
- 1987 : Animal House
- 1989 : Mean Machine
- 1990 : Faceless World
- 1991 : Timebomb
- 1997 : Solid
- 1998 : No Limits
- 1999 : Holy
- 2002 : Man and Machine
- 2004 : Thunderball
- 2005 : Mission No. X''
- 2007 : Mastercutor
- 2009 : Dominator
- 2011 : Rev-Raptor
- 2013 : Steelhammer
- 2015 : Decadent
- 2018 : Steelfactory
- 2020 :  We Are 1
- 2021 : Game Over
- 2023 : Touchdown

### EP
- 2005 : 24/7

### Autres albums
- 2001 : Live From Russia
- 2003 : Nailed to Metal - The Missing Tracks
- 2012 : Celebrator - Rare Tracks
- 2021 : Live In Bulgaria 2020 - Pandemic Survival Show

### Vidéographie
- 2008 : Mastercutor Alive
- 2012 : Live in Sofia
- 2014 : Steelhammer - Live From Moscow